# Sławomir Mazur
Sławomir Sylwester Mazur (ur. 1 stycznia 1945 w Rudniku) – polski entomolog.

## Życiorys
W 1956 uzyskał w Szkole Głównej Gospodarstwa Wiejskiego stopień magistra, w 1974 r. obronił doktorat, w 1983 r. habilitował się, w 1992 r. został profesorem. Jest kolepterologiem, zajmuje się taksonomią, systematyką i zoogeografią chrząszczy z rodziny gnilikiowatych (Histeridae), a także taksonomią i ekologią podkorowych chrząszczy drapieżnych oraz mrówek leśnych. Dokonał opisu taksonów, sporządził klucze do oznaczania oraz opracowania systematyczne i faunistyczne. Dorobek obejmuje ok. 80 oryginalnych prac naukowych. 

## Nagrody i odznaczenia[1]
- Nagrody MNSWiT: 
  - zespołowa I stopnia (1980 i 1985);
  - indywidualna II stopnia (1987);
- Brązowa odznaka honorowa „Zasłużony dla Leśnictwa” (1993);
- odznaka „Zasłużony dla Ochrony Przyrody” (1995).